# Tenuta di Tombolo
La Tenuta di Tombolo — detta anche Pineta del Tombolo, ma da non confondersi con l'omonima Pineta del Tombolo situata in provincia di Grosseto — è un'area naturale protetta che fa parte del Parco naturale di Migliarino, San Rossore e Massaciuccoli, istituito il 13 dicembre 1979. Costituisce una delle sette Tenute o Fattorie storiche che compongono il parco e deriva il suo nome dal latino tumulus che significa rilievo del terreno, ad indicare come questo territorio abbia origine da cordoni di dune costiere generate da i sedimenti fluviali.

## Territorio
La Tenuta occupa una superficie di circa 5 000 ettari nella fascia costiera meridionale del Parco tra il fiume Arno e lo Scolmatore dell'Arno a Calambrone; è caratterizzata dall'alternarsi di fitti boschi ed aree agricole e, nella zona litoranea, dalla presenza di insediamenti abitativi (Marina di Pisa, Tirrenia e Calambrone).

## Storia
Il territorio che corrisponde alla Tenuta di Tombolo ha subito nel corso dei secoli notevoli modificazioni, che ne hanno influenzato anche la storia. In epoca romana, infatti, esisteva un'ampia insenatura, il Sinus Pisanus, che, dalla Versilia, arrivava al centro della città di Livorno ed in questa insenatura era situato un porto, il Portus Pisanus. L'Arno aveva a quel tempo un corso diverso da quello odierno, in quanto sfociava in mare nei pressi del centro abitato di San Piero a Grado, che si trovava nell'immediato entroterra della foce. Quest'ultimo costituiva probabilmente uno scalo fluviale, da cui il nome (dal latino gradus = scalo), dove la leggenda narra che approdò l'apostolo Pietro quando giunse in Italia. Il Portus Pisanus divenne successivamente il principale presidio navale e mercantile della Repubblica pisana. Il territorio prevalentemente lagunare rimase tale fino all'Alto Medioevo; nel corso dei secoli successivi, tuttavia, il continuo apporto di sedimenti fluviali, che avevano già colmato parte dell'insenatura, rese il territorio più paludoso, costringendo allo spostamento del porto più a sud, nelle lagune meridionali dell'area, finché, nel XV secolo, l'avanzamento della linea di costa fece abbandonare definitivamente il porto e vide la cessione di quell'area alla città di Livorno, il cui sviluppo era agli inizi. In seguito, la Tenuta di Tombolo fu proprietà della Mensa Arcivescovile di Pisa fino ad Ottocento inoltrato. Il territorio si presentava caratterizzato dall'alternanza di tomboli, le zone più asciutte rialzate, e lame, le zone depresse più umide.

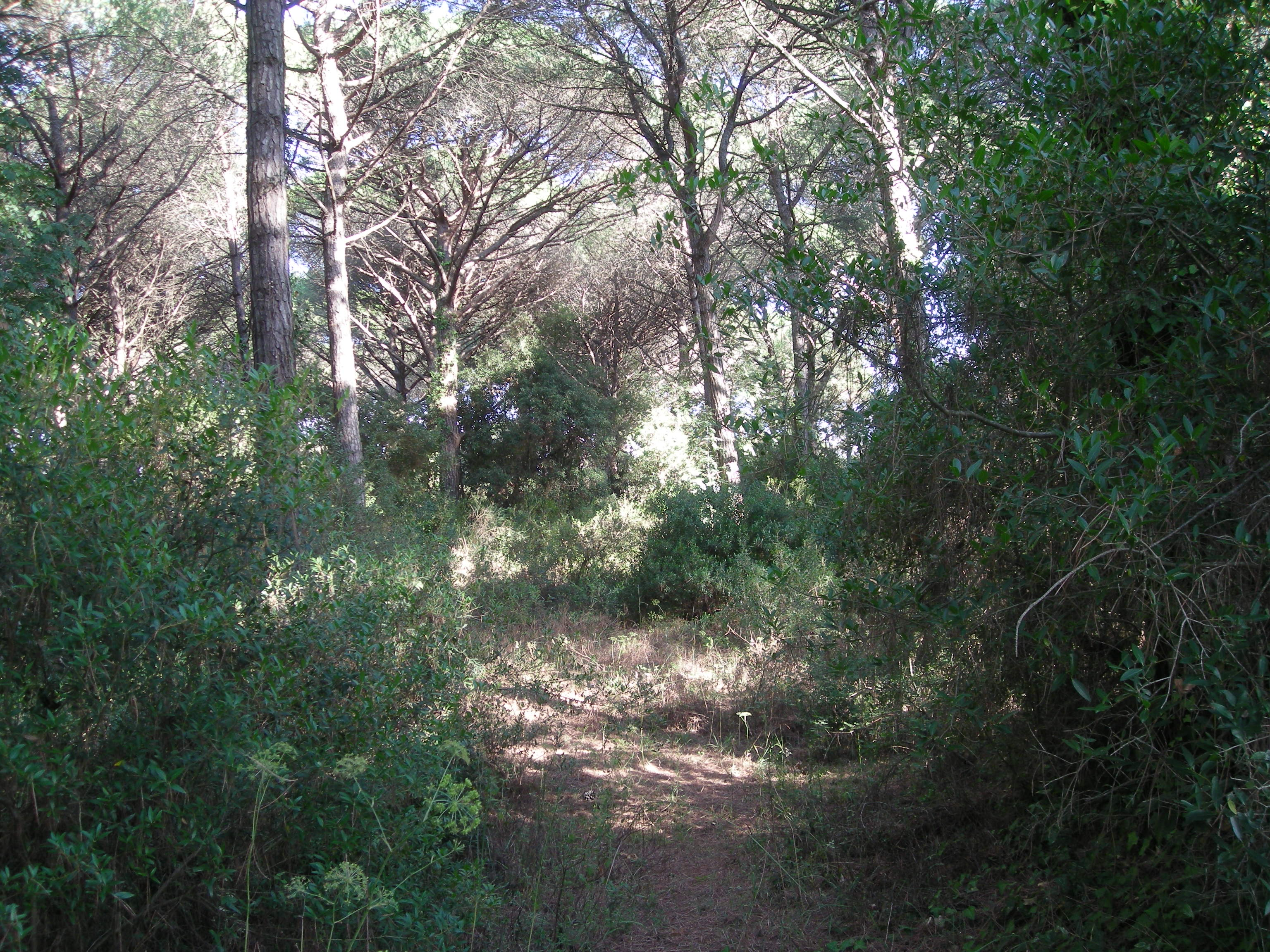
Un tombolo

Tale particolarità consentì lo sviluppo di una ricca flora e fauna per la cui conservazione fu determinante la gestione ecclesiastica, dal momento che essa non aveva né l'interesse né le possibilità di compiere interventi di grosso impatto sull'area. Per secoli il territorio mantenne così il suo aspetto.

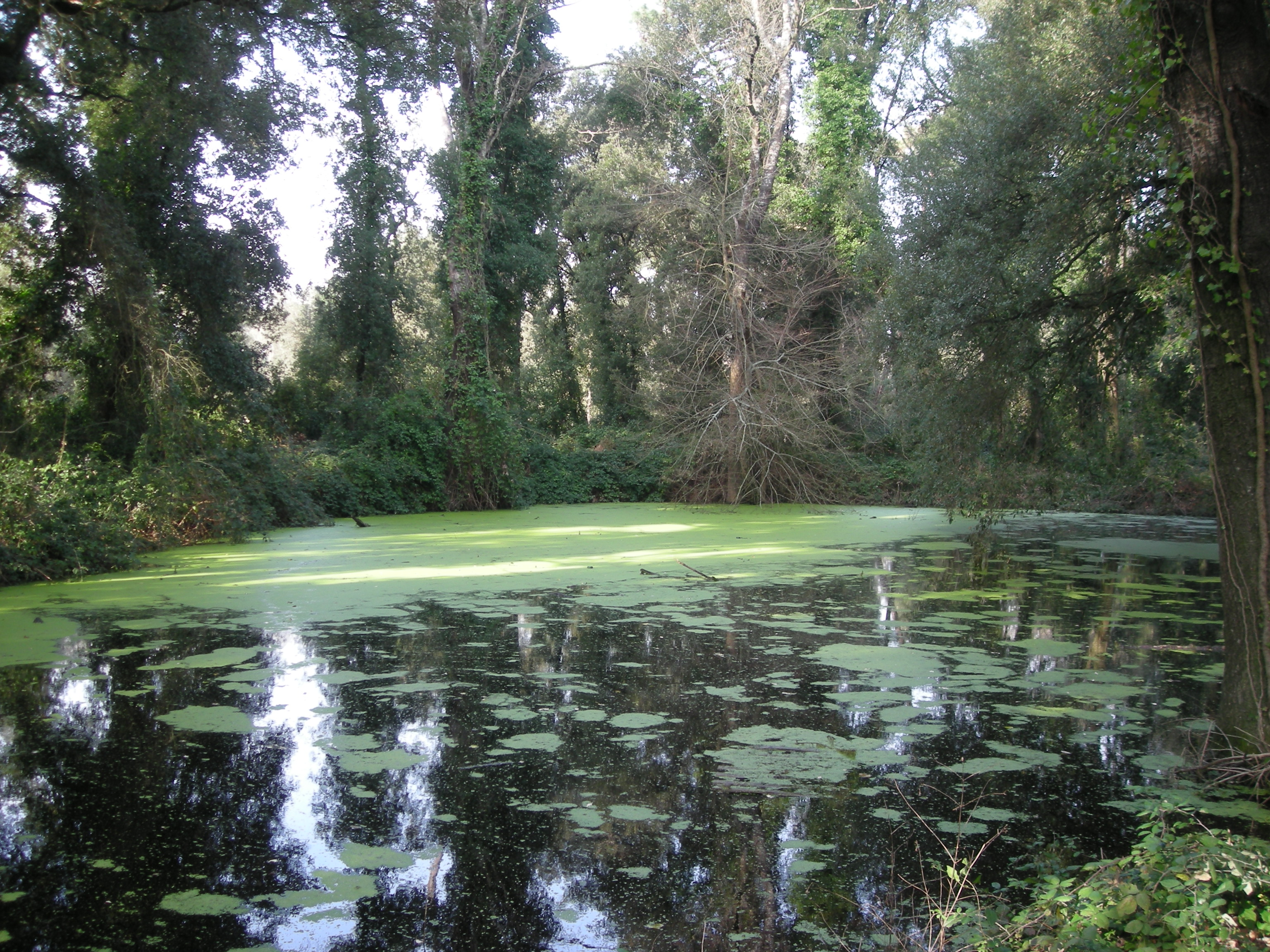
Zona umida

L'interesse per lo sviluppo dell'area iniziò a crescere nel corso dell'Ottocento, con l'annessione del Granducato di Toscana al Regno dei Savoia. Questi ultimi favorirono la realizzazione di progetti per la valorizzazione e lo sfruttamento del territorio, quali, ad esempio, l'introduzione di vaste pinete nelle zone boscate. Inoltre, esso fu reso più facilmente accessibili attraverso il potenziamento di una rete viaria che le collegava al mare. Un altro collegamento importante che rientra nei lavori compiuti in quegli anni fu l'ampliamento del Canale dei Navicelli, che tuttora attraversa la Tenuta, partendo da Pisa ed arrivando alle porte di Livorno. L'accesso al mare favorì, alla fine del secolo, il sorgere dei primi stabilimenti balneari vicino alla foce dell'Arno, intorno ai quali nacque il primo nucleo di Marina di Pisa, frequentato anche da Gabriele D'Annunzio. 
L'accresciuto interesse economico per tutta l'area della Tenuta e la migliorata viabilità favorì, dagli anni venti in poi, la realizzazione di opere di bonifica di gran parte delle zone umide, che furono rese coltivabili grazie anche all'abbattimento di ampie superfici boscose. L'aspetto della Tenuta era però destinato a cambiare ancora, in particolare nella sua parte litoranea. La costa, infatti, dopo i primi insediamenti di Marina di Pisa assunse un sempre maggiore interesse turistico ed economico, che portò, negli anni trenta, alla fondazione di Tirrenia e alla costruzione delle colonie di epoca fascista di Calambrone. Da allora, lo sviluppo del litorale pisano non si è mai arrestato, seguendo l'onda di uno sfruttamento sistematico del territorio costiero. 
All'interno della Tenuta è significativa la presenza di insediamenti militari: quello americano di Camp Darby a Tirrenia e quello italiano del CISAM (ex CAMEN) nella zona nord della Tenuta, realizzati dopo la seconda guerra mondiale. 
La Tenuta o pineta del Tombolo è stata dopo la seconda guerra mondiale luogo di insediamento di un grande campo militare dell'esercito statunitense. In quelle circostanze, la pineta divenne rifugio di contrabbandieri, prostitute e disertori americani in gran parte di colore. I film Tombolo, paradiso nero di Giorgio Ferroni del 1947 e Senza pietà di Alberto Lattuada del 1948 sono ambientati in questa pineta (e non nell'omonima pineta del Tombolo della provincia di Grosseto).

## Flora

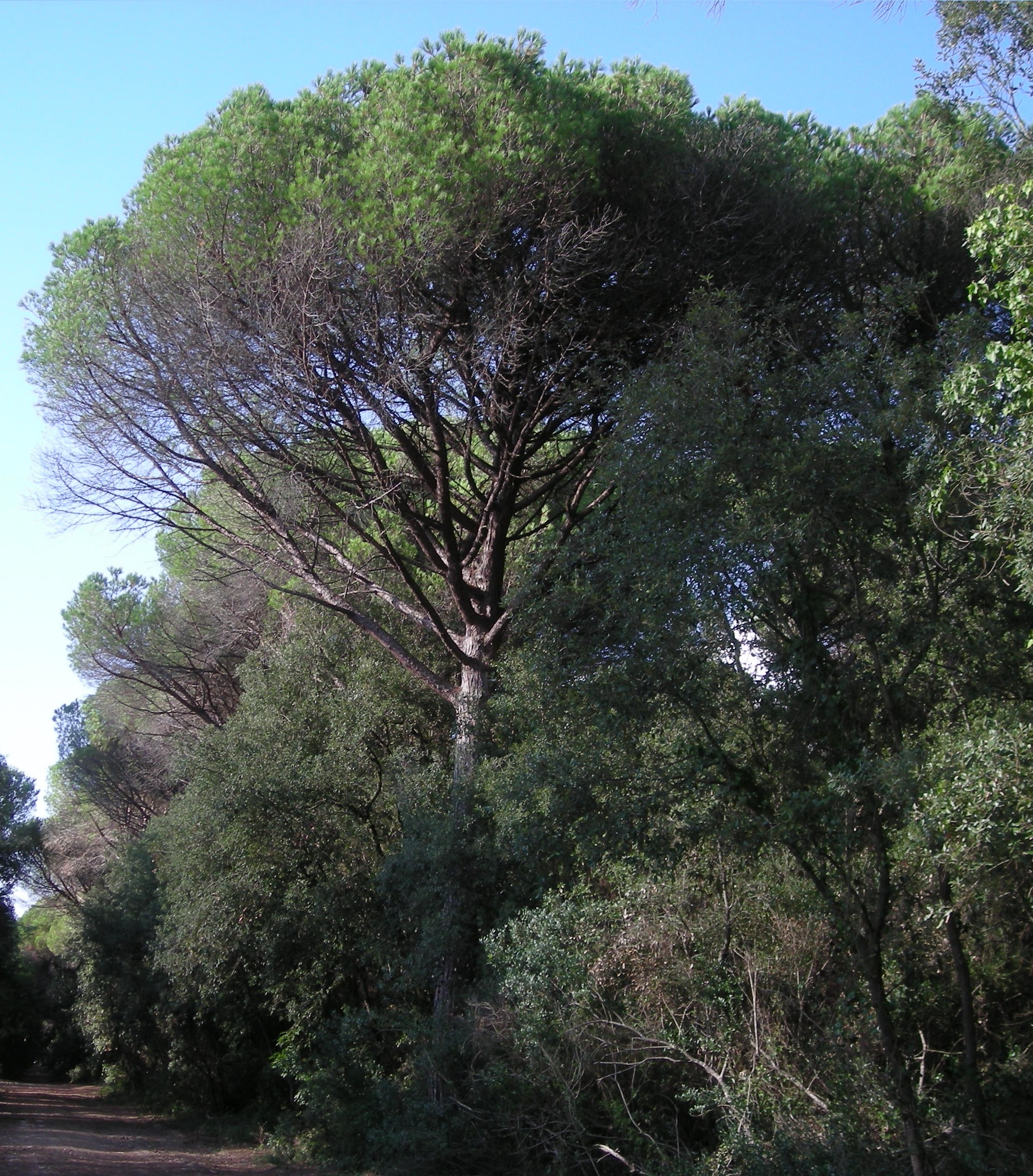
Pino domestico

Partendo dalla costa si incontrano in sequenza la seguenti zone: la fascia dunale, ricca di piante pionieere colonizzatrici delle sabbie come il ravastrello o rughetta di mare (Cakile maritima), l'euforbia delle spiagge (Euphorbia peplis) e l'erba cali (Salsola kali). Segue la fascia retrodunale che presenta prevalentemente arbusti che proteggono le aree più interne dall'azione del mare, come la verga d'oro delle spiagge (Solidago litoralis), il giglio di mare (Pancratium maritimum) e l'elicriso (Helichrysum stoechas).
Alle spalle delle dune si trovano le vaste pinete di pini marittimi (Pinus pinaster) e pini domestici (Pinus pinea) ma soprattutto lecci (Quercus ilex) che occupano le porzioni più asciutte del territorio, i tomboli. I boschi di caducifoglie sono il residuo delle vaste foreste che una volta ricoprivano la costa dal fiume Magra fino a Calambrone e sono di due tipi: uno costituito da farnie (Quercus robur), pioppi bianchi (Populus alba) e carpini e un altro tipico delle depressioni infradunali (lame), dove l'acqua di falda affiora nei mesi invernali e dove nascono frassini e ontani. Essenze caratteristiche di questo ambiente sono la quercia da sughero (Quercus suber), una delle quali è considerata Albero Monumentale (vedi https://www.parcosanrossore.org/project/alberi-monumentali/) e che in tutto il territorio del parco è presente solo nelle foreste di Tombolo, e la periploca maggiore (Periploca graeca), rara liana rampicante ampiamente diffusa in tutta la tenuta.
Da segnalare anche le vaste aree incolte e semi-palustri in cui sono presenti piante tipiche degli ambienti salmastri come la salicornia europea (Salicornia europaea) e l'obione (Halimione portulacoides).
Il Tombolo Pisano rappresenta il confine biologico tra le foreste subatlantiche litoranee della Toscana occidentale e quelle mediterranee che si trovano a Sud di Livorno.

## Fauna
Nell'ambiente dunale sono presenti circa 230 specie di coleotteri, per la maggior parte detritivori, come ad esempio la pulce di mare (Talitrus saltator) e l'isopode (Tylos europaeus), i quali sono consumatori primari e costituiscono la base di complesse reti alimentari che coinvolgono diversi invertebrati.
Tra i rettili è comune la lucertola campestre (Podarcis sicula campestris) e nei canali del bosco si trovano consistenti popolazioni di testuggini acquatiche (Emys orbicularis) e bisce d'acqua (Natrix natrix). Ai margini dei boschi è presente la vipera (Vipera aspis).
Gli uccelli presenti tutto l'anno sono: il picchio rosso maggiore (Dendrocopos major), il picchio verde (Picus viridis), il picchio muratore (Sitta europaea) e un buon numero di colombacci (Columba palumbus); nel periodo invernale si trova la beccaccia (Scolopax rusticola). Le zone litoranee sono un ambiente idoneo per gli uccelli migratori che, durante il periodo dello svernamento, hanno possibilità di riposo sulla battigia.
È stata segnalata la presenza dell'istrice (Hystrix cristata). Numerose le presenze di ghiri (Glis glis) e scoiattoli (Sciurus vulgaris), chinghiali, conigli selvatici e volpi rosse.

## Punti di interesse

### Basilica di San Pietro Apostolo

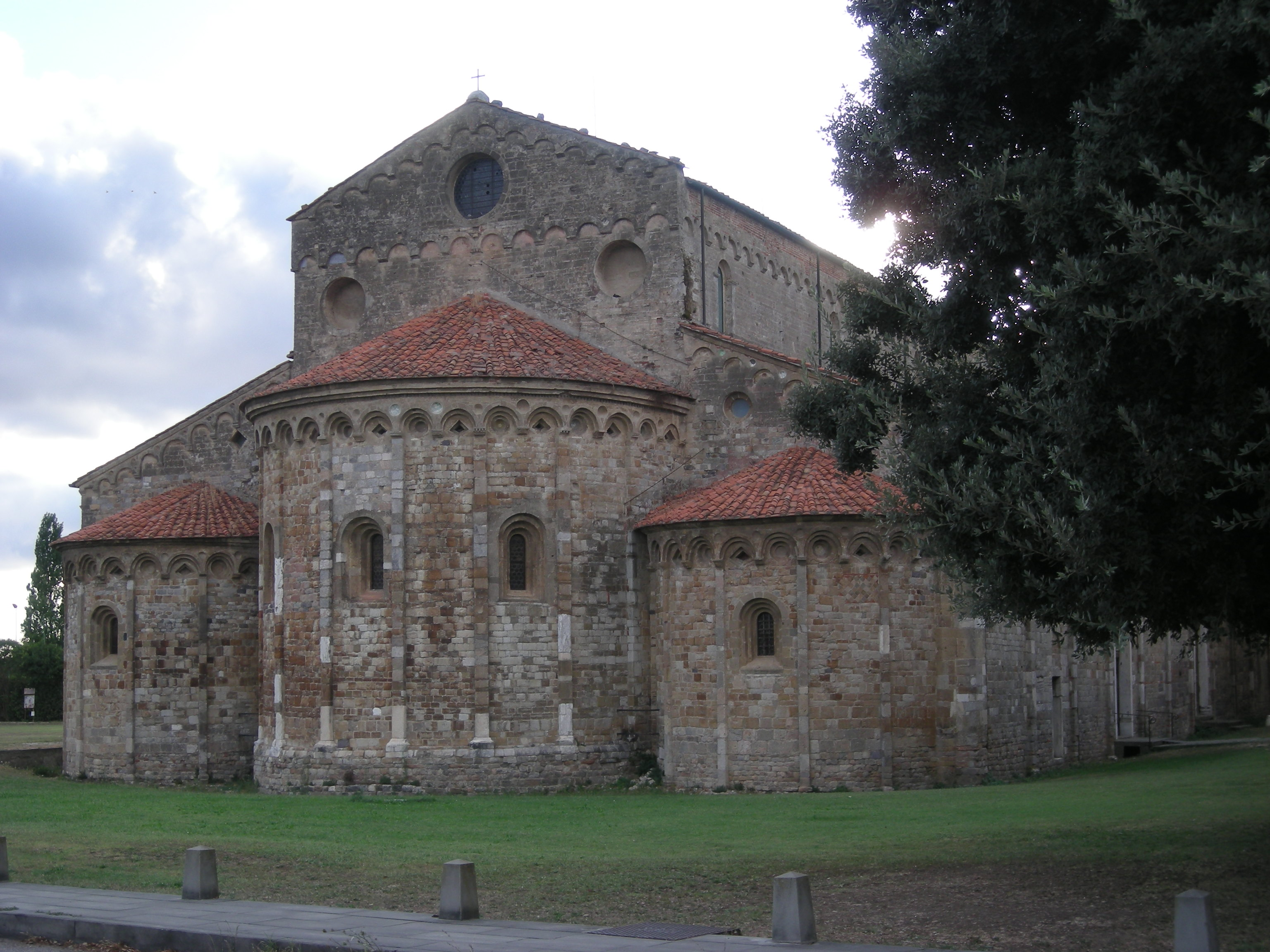
Basilica di San Pietro Apostolo (S. Piero a Grado)

Di grande interesse architettonico e artistico è la Basilica romanica di San Piero a Grado, risalente al IX-X secolo, sorta sulla preesistente basilica paleocristiana in corrispondenza di nuclei architettonici risalenti ad epoca romana. La tradizione vuole che la Basilica sia sorta nel luogo in cui sbarcò l'apostolo Pietro. Il campanile è stato demolito dai tedeschi in ritirata nel 1944 e parzialmente ricostruito.

### Sentiero dei tre pini
Il sentiero dei tre pini è un percorso didattico realizzato nel 2003, dichiarato Anno delle persone con disabilità dall'Unione europea, nell'ambito di un progetto del Parco regionale che mirava a realizzare nuove situazioni di accessibilità allargata per quei luoghi di particolare valore naturalistico ambientale ma non sempre facilmente visitabili. L'itinerario si svolge nelle aree marginali della Tenuta di Tombolo e permette, pur nella sua brevità, di approfondire importanti aspetti storico-culturali propri di questo territorio. L'area in cui si snoda il sentiero si trova in una zona di confine tra le ultime propaggini della città ed i territori aperti naturali e seminaturali più propri del Parco regionale, quali la campagna ed i vasti boschi di pineta e macchia mediterranea. Si compiono, su questo sentiero, escursioni a piedi con visite guidate della durata di circa un'ora ed è accessibile anche alle persone diversamente abili.

### Oasi Dune di Tirrenia
L'Oasi gestita del WWF in convenzione con il Comune di Pisa, preserva ma parte del litorale che ospita un ambiente dunale estremamente ricco ed interessante dal punto di vista naturalistico.

### Oasi Bosco della Cornacchiaia
Gestita dal WWF, l'Oasi è situata all'estremo sud della Tenuta e offre la possibilità di visitare una zona boscata di notevole interesse naturalistico, che non ha quasi subito alterazioni dovute all'impatto umano.